# NGC 1422
NGC 1422 ist eine Balken-Spiralgalaxie vom Hubble-Typ SBab im Sternbild Eridanus am Südsternhimmel. Sie ist schätzungsweise 70 Millionen Lichtjahre von der Milchstraße entfernt und hat einen Durchmesser von etwa 50.000 Lichtjahren. 

Im selben Himmelsareal befinden sich u. a. die Galaxien NGC 1414, NGC 1415, NGC 1426, NGC 1439. 
Das Objekt wurde am 19. November 1886 von Francis Preserved Leavenworth entdeckt.